# Nishidai (metropolitana di Tokyo)
Nishidai (西台駅?, Nishidai-eki) è una stazione della metropolitana di Tokyo che si trova a Itabashi. La stazione è servita dalla linea Mita della Toei Metro.

## Struttura
La stazione è dotata due marciapiedi laterali con due binari su viadotto.
| 1 | Linea Mita | per Sugamo, Hibiya, Shirokane-Takanawa, Meguro e linea Tōkyū Tōyoko |
| 2 | Linea Mita | per Takashimadaira e Nishi-Takashimadaira                           |

## Stazioni adiacenti
| «          | Servizio   | »              |
| Linea Mita | Linea Mita | Linea Mita     |
| ---------- | ---------- | -------------- |
| Hasune     | -          | Takashimadaira |